# نامدار گشنسپ
نامدار گشناسپ (پارسی میانه: Namdar Gushnasp) یکی از فرماندهان نظامی ایرانی و مرزبان ارمنستان ساسانی بود. او پس از پارشنازداد و پیش از شهرپلنگ این مقام را بر عهده داشت.